# Atractocerops
Atractocerops – rodzaj muchówek z rodziny rączycowatych (Tachinidae).

## Wybrane gatunki
- A. aldrichi Mesnil, 1952
- A. ceylanica Townsend, 1916[1]
- A. parvus (Aldrich, 1928)[1]
- A. sumartrensis Townsend, 1927